# جوزف موتیکی
جوزف موتیکی (انگلیسی: Joseph Motiki؛ زادهٔ ۱ ژانویهٔ ۱۹۸۵) مجری تلویزیون، هنرپیشه، هنرهای نمایشی اهل کانادا است.